# ホンダ・RA121E

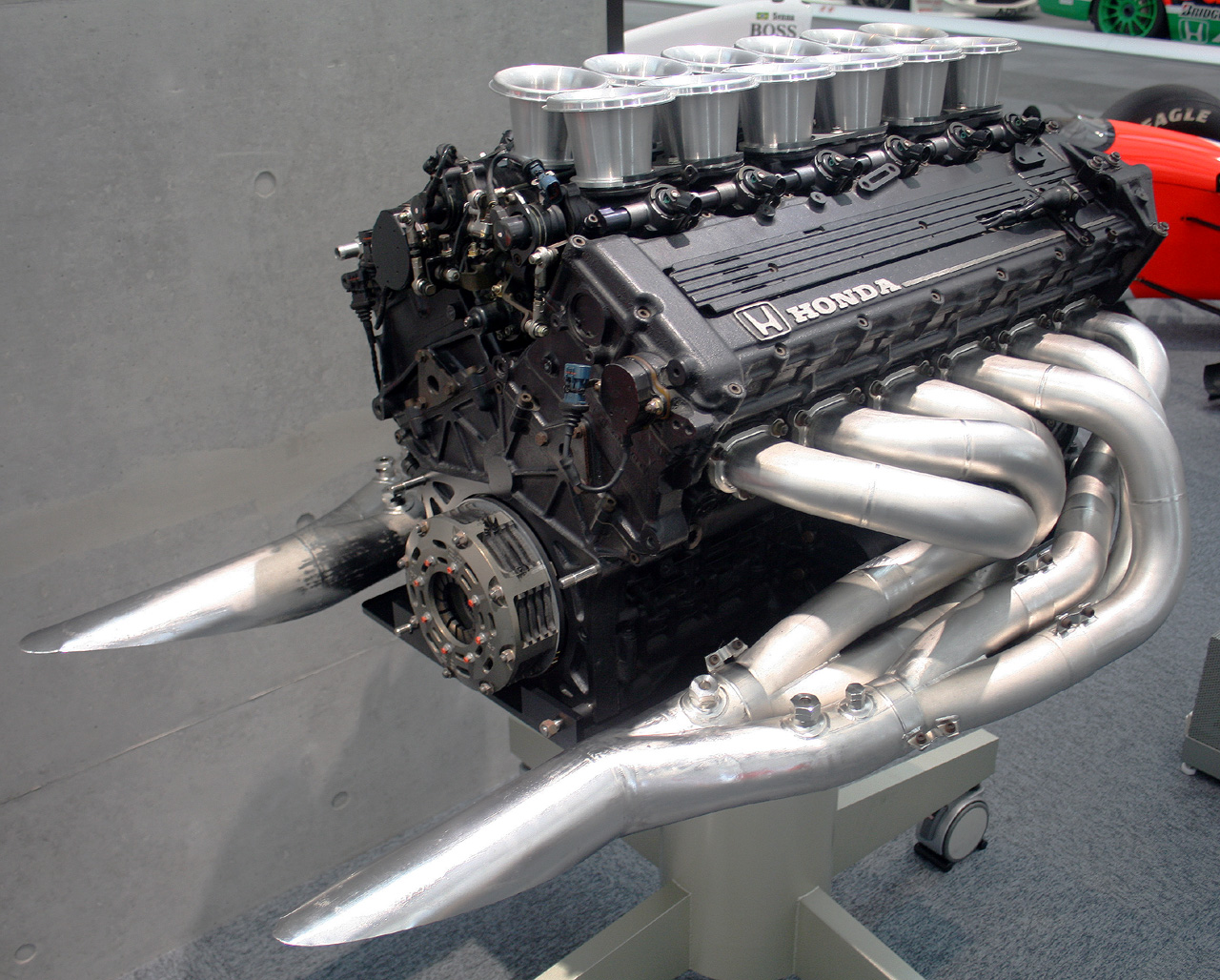
RA121E（ホンダコレクションホール所蔵）

ホンダ・RA121Eは、本田技研工業（ホンダF1）が1991年のF1世界選手権用に開発・製造したレシプロエンジン。本記事では翌1992年に使用されたRA122E、RA122E/Bについても述べる。

## 歴史
ホンダは1989年より、V型10気筒のエンジンであるRA109E系列のエンジンでF1を戦っていたが、ホンダの社内ではあくまでV10エンジンは過渡期に過ぎず、本命は1960年代のホンダF1からの伝統であるV型12気筒だという機運が強く、同年1月にはV12エンジンの開発がスタートした。バンク角はV12エンジンとしては一般的な60度となった。1990年7月には試作エンジンが完成し、実車による走行テストをシルバーストン・サーキットで行うところまでこぎつけている。
本エンジンは1991年にマクラーレン・MP4/6に搭載され実戦デビュー。同年にアイルトン・セナがドライバーズチャンピオンを獲得、またチームもコンストラクターズタイトルを獲得した。しかしこの頃から、ルノーエンジンを積むウィリアムズチームが急速に競争力を増す。
1991年シーズン途中にはいわゆる可変吸気システムが導入され中低速トルクの増大に寄与した他、1992年型ではポペットバルブの開閉にスプリングではなく空気圧を使うニューマチックバルブを採用。またセミオートマチックトランスミッションとスロットル制御を同調させるためにフライ・バイ・ワイヤを導入するなど改良が続けられた。同年のシーズン途中にはバンク角を75度に変更するなど、全面的に再設計が行われたRA122E/Bが投入されるものの、1992年はナイジェル・マンセルにドライバーズタイトルを奪われ、コンストラクターズタイトルもウィリアムズに奪われてしまった。
RA109E系列が、ホンダ撤退後も無限（M-TEC）に移管され開発・供給が継続されたのに対し、本系列はV12エンジンということで部品点数が多く製造・運用コストも高くなり、無限に移管するには手に余ると判断されたため、1992年のホンダF1第2期活動終了とともに開発・供給を終了した。ただ1993年のマクラーレンの使用するエンジンがなかなか決まらなかったため、1992年のシーズン終了後のテスト走行にも一時本エンジンが供給されていた。また中古エンジンが、後に本田技術研究所の有志によるスタディマシン、ホンダ・RC-F1シリーズのテストに利用された。

## スペック

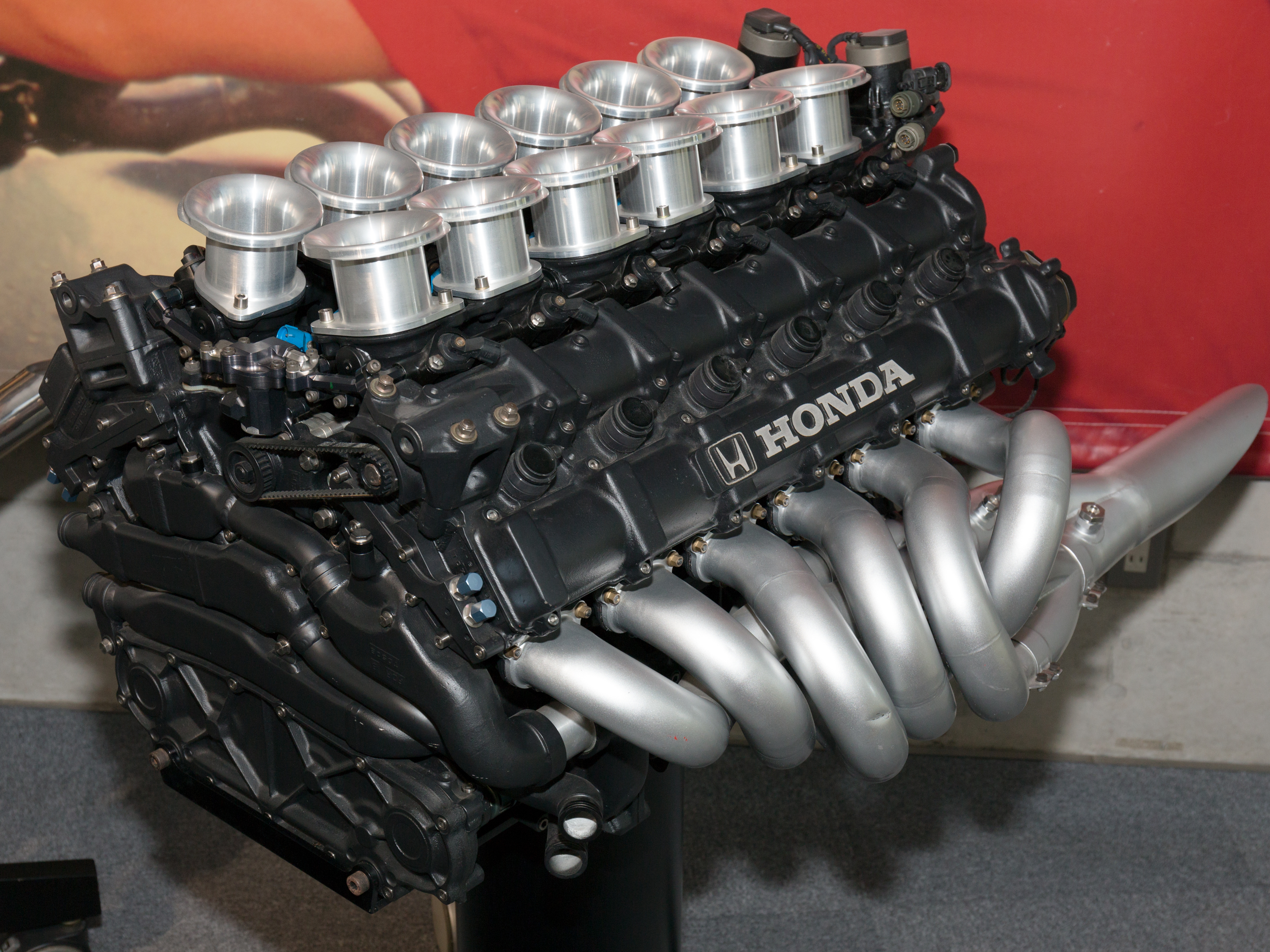
RA122E/B（ホンダコレクションホール所蔵）

### RA121E
- エンジン形式:	水冷V型12気筒 DOHC 4バルブ
- バンク角: 60度
- 総排気量: 3,497cc
- ボア×ストローク: 86.5mm×49.6mm
- 圧縮比: 12.15
- 最大出力: 735bhp/13500rpm
- 燃料供給方式: ホンダPGM-FI 電子制御シーケンシャルインジェクション
- スロットル形式: 12連バタフライ式スロットルバルブ可変吸気管長システム
- 重量: 150kg

### RA122E/B
- エンジン形式:	水冷V型12気筒 DOHC 4バルブ
- バンク角: 75度
- 総排気量: 3,496cc
- ボア×ストローク: 88.0mm×47.9mm
- 圧縮比: 12.9
- 最大出力: 774bhp/14400rpm
- 燃料供給方式: ホンダPGM-FI 電子制御シーケンシャルインジェクション
- スロットル形式: 12連バタフライ式スロットルバルブ可変吸気管長システム
- 重量: 154kg

## 搭載マシン
- マクラーレン
  - マクラーレン・MP4/6
  - マクラーレン・MP4/7A
- ホンダF1
  - ホンダ・RC-F1 1.0X/1.5X